# Fridericia chica
Fridericia chica là một loài thực vật có hoa trong họ Chùm ớt. Loài này được (Bonpl.) L.G.Lohmann mô tả khoa học đầu tiên năm 2010.